# Josef Ertl
Josef Ertl (ur. 7 marca 1925 w Oberschleißheim, zm. 16 listopada 2000 w Murnau am Staffelsee) – niemiecki polityk, agronom i samorządowiec, deputowany do Bundestagu, minister rolnictwa, polityki żywnościowej i leśnictwa (1969–1982 i 1982–1983).

## Życiorys
Urodził się w Bawarii w rodzinie rolniczej. W 1943 powołany do służby w ramach Reichsarbeitsdienst, następnie był żołnierzem Wehrmachtu. Został ranny w trakcie działań wojennych. Od 1943 był także członkiem NSDAP. Po wojnie zdał egzamin maturalny, odbył praktykę zawodową, a w 1950 ukończył studia rolnicze w Technische Hochschule München. Od 1952 pracował w bawarskim ministerstwie rolnictwa, był m.in. kierownikiem biura rolnictwa w miejscowości Miesbach.
W 1952 wstąpił do Wolnej Partii Demokratycznej. W latach 1952–1956 był radnym powiatowym. Od 1971 do 1983 kierował strukturami partyjnymi w Bawarii. W latach 1961–1987 sprawował mandat posła do Bundestagu, był m.in. wiceprzewodniczącym klubu poselskiego FDP (1968–1969). W rządzie koalicji SPD-FDP został mianowany ministrem rolnictwa, polityki żywnościowej i leśnictwa. Urząd sprawował w pierwszym i drugim gabinecie Willy’ego Brandta (1969–1974) oraz pierwszym, drugim i trzecim rządzie Helmuta Schmidta (1974–1982), a następnie po krótkiej przerwie w pierwszym gabinecie Helmuta Kohla (1982–1983). Po wyborach z 1983 resort przejął przedstawiciel CSU.
Był katolikiem. W 1975 zakładał wspólnotę katolicko-liberalną, której został przewodniczącym. W latach 1984–1990 sprawował funkcję prezesa niemieckiego towarzystwa rolniczego Deutsche Landwirtschafts-Gesellschaft. Od 1978 do 1991 był przewodniczącym niemieckiego związku narciarskiego Deutscher Skiverband.
W 1993 doznał ciężkich obrażeń ciała, gdy w rodzinnym gospodarstwie rolnym zaatakował go byk. W 2000 został ciężko poparzony w wypadku na farmie syna, zmarł na skutek doznanych wówczas obrażeń.
Od 1953 był żonaty z Paulą Niklas – córką Wilhelma Niklasa, który również pełnił funkcję ministra rolnictwa. W 2001 niemieckie towarzystwo rolnicze ustanowiło medal Josef-Ertl-Medaille.